# Aplicación regrediente
En matemática, el concepto de pullback o aplicación regrediente, tiene diferentes significados según sea el contexto. Los principales son:
- Entre conjuntos: Dado dos aplicaciones {\displaystyle f\colon X\to Y} y {\displaystyle g\colon Y\to Z} la composición {\displaystyle g\cdot f\colon X\to Z} puede considerarse como el pullback de {\displaystyle g} bajo {\displaystyle f} y se escribe simbólicamente {\displaystyle f^{*}(g)=g\cdot f}

- En el álgebra multilineal: Dada una transformación lineal {\displaystyle L\colon V\to W} entre dos espacios vectoriales {\displaystyle V} y {\displaystyle W}, y un funcional lineal {\displaystyle f\colon W\to \mathbb {R} } entonces {\displaystyle f\cdot L\colon V\to \mathbb {R} } es un nuevo funcional lineal de esta manera se construye el pullback {\displaystyle L^{*}(f)=f\cdot L} de {\displaystyle f\,}. Esta idea se generaliza para una aplicación k-multilineal {\displaystyle f\colon W\otimes \cdots \otimes W\to \mathbb {R} } y {\displaystyle L\colon V\to W} lineal, entonces podemos hacer el pullback {\displaystyle L^{*}(f)\colon V\otimes \cdots \otimes V\to \mathbb {R} } mediante el artificio

{\displaystyle L^{*}(f)(v_{1},...,v_{k})=f(Lv_{1},...,Lv_{k})\,}

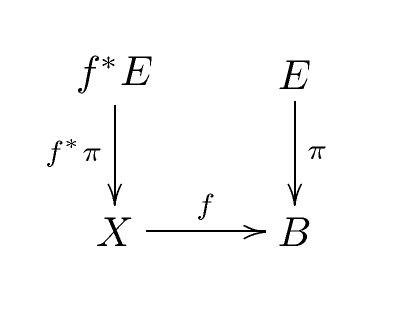
pullback del haz fibrado

- En los fibrados: Dado un fibrado {\displaystyle F\subset E\to B} con proyección {\displaystyle \pi } y una aplicación continua {\displaystyle f\colon X\to B} podemos construir un nuevo fibrado (llamado el pullback de E) {\displaystyle F\subset f^{*}E\to X} mediante

{\displaystyle f^{*}E=\{(x,e)\in X\times E\colon f(x)=\pi (e)\}}

- En la teoría de categorías